# Spirito Benedetto Nicolis de Robilant
Spirito Benedetto Nicolis de Robilant, né à Turin en 1722, et mort dans la même ville en 1801, est un ingénieur et minéralogiste italien.
De 1749 à 1752 il est envoyé par le roi Charles-Emmanuel III de Sardaigne visiter les mines de Saxe, de Bohème, d'Autriche et de Hongrie. Il est nommé par la suite inspecteur des mines et premier ingénieur du royaume.

## Ouvrages
- De l'utilité et de l'importance des voyages, et des courses dans son propre pays, 1790
- Viaggi Mineralogici Di Spirito Benedetto Nicolis Di Robilant , Valeria Garuzzo,(éd.), Olschki, 2001